# Banco de Isabel II
El Banco de Isabel II fou creat amb el Reial Decret del 25 de gener de 1844, convertint-se en el primer banc creditici privat. Conjuntament amb el Banc de San Fernando iniciaren el procés d'adequació de la banca espanyola als canvis de la industrialització i impulsaren la implantació del model capitalista.
Teòricament competia en règim d'igualtats amb l'altre banc oficial, però destinà la major part dels seus esforços vers el sector privat i en aquest aspecte se'l coneixia com a entitat financera que donava suport a la indústria emergent.
L'entitat tenia un capital inicial de 100 milions de reals en accions i els crèdits els concedia sota l'aixopluc del seu propi capital, concedint préstecs amb molt bones condicions a les empreses industrials i mineres, però també a destacats membres de la família reial com la mare de la reina Isabel II, Maria Cristina de Borbó, qui sovint especulava en el nou àmbit econòmic de les noves empreses ferroviàries emergents. El Banco de Isabel II també afavorí els governs moderats de Ramón María Narváez i comprà accions d'altres entitats financeres franceses i britàniques, així com de les mateixes empreses a les que concedia préstecs.
La seua vida fou relativament curta en sofrir una gran concentració de riscos en algunes operacions creditícies, que provocaren la intervenció estatal per poder fer-los front. El Ministre d'Hisenda, Ramón de Santillán, el 25 de febrer de 1847 el fusionà al Banc de San Fernando, molt més sanejat, ja que concentrava la seva activitat financera en les operacions financeres de l'Estat, passant-se així a anomenar-se Banco Español de San Fernando fins a la seva posterior transformació en l'actual Banc d'Espanya.